# 归化州 (唐朝)
归化州，中国唐朝时设置的州。
- 唐高宗永徽二年（651年）以内附生獠部落置羁縻归化州，属雅州都督府。治所在今四川省天全县青石乡，一说在四川汶川县西南邛崃山附近地区。永淳元年（682年）废归化州。
- 唐高宗永徽六年（655年）以剑山羌羁縻归化州，属嶲州都督府。治所在今四川石棉县新棉镇。后属黎州都督府。唐代宗大历十四年（679年）地入吐蕃。
- 唐高宗儀鳳二年（677年）分柳州置所领羁縻州归化州。治归朝县（今广西柳江县西北洛满乡古州村），属桂州都督府。辖境即今柳江县西北一带。北宋仍为羁縻州。一作宜州所领。宋仁宗庆历四年（1044年）废归化州。宋神宗熙宁六年（1073年）以古勿峒置归化州。治今广西壮族自治区靖西市南旧州。辖境即今靖西市南部一带。元朝作归顺州。